# 65e cérémonie du Deutscher Filmpreis
La 65e cérémonie des Deutscher Filmpreis, organisée par la Deutsche Filmakademie, s'est déroulée le 19 juin 2015 au Palais am Funkturm à Berlin, et a récompensé les films sortis en 2014.

## Palmarès

### Meilleur film
- Victoria de Sebastian Schipper
- Jack d'Edward Berger
- Le Temps des cannibales (Zeit der Kannibalen) de Johannes Naber
  - Le Labyrinthe du silence (Im Labyrinth des Schweigens) de Giulio Ricciarelli
  - Who Am I: Kein System ist sicher de Baran bo Odar
  - Wir sind jung. Wir sind stark. de Burhan Qurbani

### Meilleur film documentaire
- Citizenfour de Laura Poitras

### Meilleur film pour enfants
- Rico, Oskar und die Tieferschatten de Neele Leana Vollmar

### Meilleure réalisation
- Sebastian Schipper pour Victoria

### Meilleur scénario
- Stefan Weigl pour Le Temps des cannibales (Zeit der Kannibalen)

### Meilleure actrice
- Laia Costa pour Victoria

### Meilleur acteur
- Frederick Lau pour Victoria

### Meilleure actrice dans un second rôle
- Nina Kunzendorf pour Phoenix

### Meilleur acteur dans un second rôle
- Joel Basman pour Wir sind jung. Wir sind stark.

### Meilleure photographie
- Sturla Brandth Grøvlen pour Victoria

### Meilleur montage
- Robert Rzesacz pour Who Am I: Kein System ist sicher

### Meilleur décor
- Silke Buhr pour Les Sœurs bien-aimées (Die geliebten Schwestern)

### Meilleur maquillage
- Nannie Gebhardt-Seele et Tatjana Krauskopf pour Les Sœurs bien-aimées (Die geliebten Schwestern)

### Meilleur son
- Bernhard Joest-Däberitz, Florian Beck, Ansgar Frerich et Daniel Weis pour Who Am I: Kein System ist sicher

### Meilleure musique
- Nils Frahm pour Victoria

### Autres récompenses
- Prix d'honneur pour sa contribution exceptionnelle au cinéma allemand: 
  - Barbara Baum

### Prix du public
- Honig im Kopf